# 부산가톨릭대학교
부산가톨릭대학교(釜山가톨릭大學校, Catholic University of Pusan)는 부산광역시 금정구에 위치한 가톨릭계 사립 대학이다. 
각각 1964년, 1991년 개교한 메리놀수녀병원 부속간호학교를 모태로 둔 지산대학과 부산가톨릭대학이 1999년 통합하여 현재에 이르고 있다. 영문 약칭으로 CUP를 사용하고 있다. 2022년 기준, 4개 단과대학, 20개 학부 전공과 일반대학원을 설치하고 있다.

## 연혁
1963년 12월 16일 메리놀수녀병원 부속간호학교가 설립되었다. 이듬해 1964년 3월 7일 개교하였다. 1971년 12월, 전문학교로 개편되며 메리놀간호전문학교로 교명을 변경하였다. 1979년 1월, 전문대학으로 승격되며 지산보건간호전문대학으로 교명을 변경하였다. 1980년 3월 2일 현재의 교사가 있는 부곡동캠퍼스로 이전하였다. 1993년 11월, 지산전문대학으로 교명을 변경하였다. 1998년 5월, 지산대학으로 교명을 변경하였다.
한편, 1990년 12월 24일, 단과대학인 부산가톨릭대학이 설립되었다. 1999년 11월, 부산가톨릭대학과 지산대학의 통합 심사가 통과되면서, 1999년 12월 27일 지산대학이 폐교하였다. 한편, 1999년 12월 9일 부산가톨릭대학의 교명이 부산가톨릭대학교로 교명을 변경하면서 현재에 이르고 있다.
2014년, 개교 50주년을 맞이하였다. 2022년 기준, 홍경완이 총장직을 수행하고 있다.

## 교육편제

### 학부
부산가톨릭대학교는 2022년, 간호대학, 보건과학대학, 응용과학대학, 사회과학대학 등 4개의 단과대학을 편성하여 20개 학과를 설치하고 학사 학위 과정을 제공 중에 있다.

### 대학원
부산가톨릭대학교는 2022년 기준, 일반대학원 1개원을 운영 중이다. 석사 14과정, 박사 7과정을 교수하고 있다.

## 위상
부산가톨릭대학교는 2015년 실시한 대학구조개혁평가에서 부산광역시·울산광역시·경상남도 권역에서 유일하게 A등급을 획득한 바가 있다. 이어 2018년에 실시된 대학기본역량진단에서도 우수 등급인 자율개선대학에 선정되어 학교가 내실있음을 알렸다.
2016년에는 지방대학특성화사업(CK)사업에 재선정되어 학교가 국책 사업 진행이 순조롭다는 것을 증명한 바 있다. 이후 2017년, 사회맞춤형 산학협력대학 육성사업에서 사회맞춤형 학과 부문에 지원하여 선정된 것으로 알려졌다. 이어서 2019년, 4차 산업혁명 혁신선도대학 사업에 선정된 것으로 발표되었다.

## 캠퍼스 풍경
부산가톨릭대학교는 부산광역시 소재 사립 대학으로, 부곡동에 그 캠퍼스가 위치한다. 캠퍼스 내 약 20동의 건축물이 위치하고 있다. 캠퍼스 남동측 방면에서 수직 방향으로 오륜대로가 지나며, 캠퍼스 내로 접근이 가능하다. 오륜대로에서 이어진 도로는 캠퍼스를 한바퀴 도는 형태로 도로가 형성되어 있다. 한편, 오륜대로를 마주보고 캠퍼스 남측에 과거의 지산대학이 사용했던 부속캠퍼스와 지산고등학교 등이 위치한다.

## 같이 보기
- 대한민국의 교육